# Newcastle-under-Lyme
Newcastle-under-Lyme – miasto w Wielkiej Brytanii, w Anglii, w hrabstwie Staffordshire, w dystrykcie (borough) Newcastle-under-Lyme. W 2001 roku miasto liczyło 74 427 mieszkańców. 
Newcastle-under-Lyme wraz z miastami Stoke-on-Trent i Kidsgrove tworzy konurbację The Potteries Urban Area.
W mieście rozwinięty przemysł materiałów budowlanych, ceramiczny, metalurgiczny, odzieżowy, włókienniczy oraz wydobycie węgla kamiennego.